# 杨汉文
杨汉文（1928年—），山东临沭人，中国人民解放军将领、中国人民解放军中将。
毕业于。1990年，接替张振先，担任济南军区空军政治委员。1993年，由张汉平接任。1990年，授中国人民解放军中将军衔。